# Övraby socken, Halland
Övraby socken i Halland ingick i Halmstads härad, ingår sedan 1974 i Halmstads kommun i Hallands län och motsvarar från 2016 Övraby distrikt.
Socknens areal är 16,50 kvadratkilometer, varav 16,23 land. År 2000 fanns här 220 invånare. Godset Sperlingsholm med dess kyrka och den historiska sockenkyrkan, nu Övraby kyrkoruin, ligger i socknen.

## Administrativ historik
Övraby socken har medeltida ursprung.
Vid kommunreformen 1862 övergick socknens ansvar för de kyrkliga frågorna till Övraby församling och för de borgerliga frågorna till Övraby landskommun.  Landskommunen inkorporerades 1952 i Enslövs landskommun som sedan 1974 uppgick i Halmstads kommun. Församlingen uppgick 2010 i S:t Nikolai församling. som 2016 uppgick i Halmstads församling.
1 januari 2016 inrättades distriktet Övraby, med samma omfattning som församlingen hade 1999/2000.  
Socknen har tillhört fögderier och domsagor enligt Halmstads härad. De indelta båtsmännen tillhörde Södra Hallands första båtsmanskompani.

## Geografi
Övraby socken ligger nordost om Halmstad, väster om Nissan. Socknen är en mjukt kuperad slättbygd med skog i nordost.

## Fornlämningar
Från bronsåldern finns flera gravhögar, varav ett stort vid Sperlingsholm kallad Ivars kulle. Från järnåldern finns gravar och ett gravfält samt en offerplats åsgropen Käringsjön.

## Namnet
Namnet (1464 Öffwerby) kommer från en nu försvunnen bebyggelse som tidigast hetat Halmstad. När staden flyttades fick denna bebyggelse detta namn.

## Befolkningsutveckling
| Befolkningsutvecklingen i Övraby socken, Halland 1760–1990                                              | Befolkningsutvecklingen i Övraby socken, Halland 1760–1990 | Befolkningsutvecklingen i Övraby socken, Halland 1760–1990 | Befolkningsutvecklingen i Övraby socken, Halland 1760–1990 | Befolkningsutvecklingen i Övraby socken, Halland 1760–1990 |
| --- | ---------------------------------------------------------- | ---------------------------------------------------------- | ---------------------------------------------------------- | ---------------------------------------------------------- |
| |                                                            |                                                            |                                                            |                                                            |
| År |                                                            |                                                            | Folkmängd                                                  |                                                            |
| 1760 | 1760                                                       |                                                            | 232                                                        |                                                            |
| 1810 | 1810                                                       |                                                            | 330                                                        |                                                            |
| 1820 | 1820                                                       |                                                            | 260                                                        |                                                            |
| 1830 | 1830                                                       |                                                            | 292                                                        |                                                            |
| 1840 | 1840                                                       |                                                            | 354                                                        |                                                            |
| 1850 | 1850                                                       |                                                            | 365                                                        |                                                            |
| 1860 | 1860                                                       |                                                            | 443                                                        |                                                            |
| 1870 | 1870                                                       |                                                            | 502                                                        |                                                            |
| 1880 | 1880                                                       |                                                            | 602                                                        |                                                            |
| 1890 | 1890                                                       |                                                            | 541                                                        |                                                            |
| 1900 | 1900                                                       |                                                            | 537                                                        |                                                            |
| 1910 | 1910                                                       |                                                            | 490                                                        |                                                            |
| 1920 | 1920                                                       |                                                            | 459                                                        |                                                            |
| 1930 | 1930                                                       |                                                            | 466                                                        |                                                            |
| 1940 | 1940                                                       |                                                            | 356                                                        |                                                            |
| 1950 | 1950                                                       |                                                            | 331                                                        |                                                            |
| 1960 | 1960                                                       |                                                            | 296                                                        |                                                            |
| 1970 | 1970                                                       |                                                            | 229                                                        |                                                            |
| 1980 | 1980                                                       |                                                            | 191                                                        |                                                            |
| 1990 | 1990                                                       |                                                            | 226                                                        |                                                            |
| Anm: Källor: Umeå universitet - Tabellverket 1749-1859, Demografiska databasen, CEDAR, Umeå universitet |                                                            |                                                            |                                                            |                                                            |